# Escata de peix

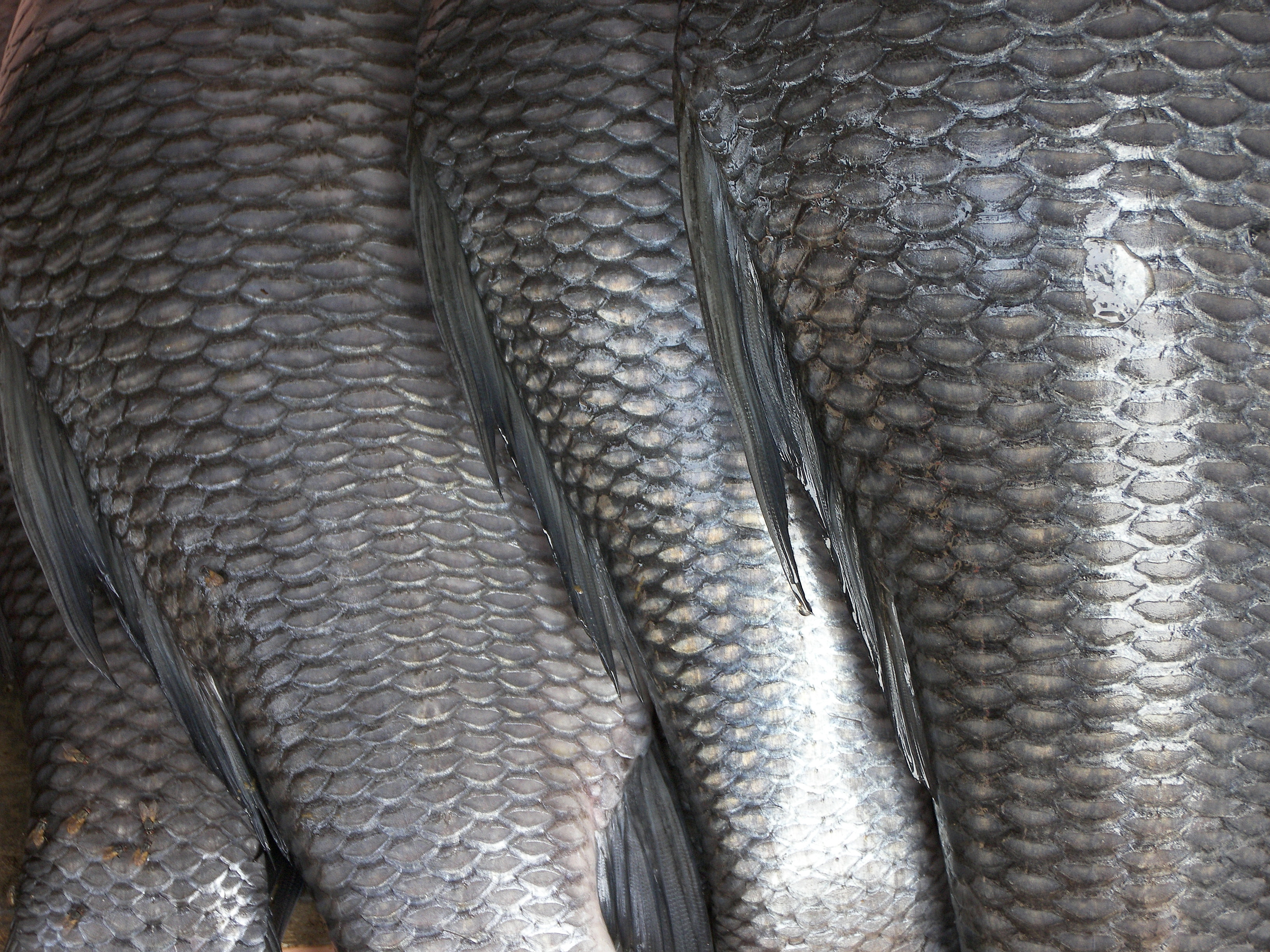
Les escates cicloides cobreixen aquest peix teleosti (rohu)

Les escates cobreixen la pell de molts peixos. Les escates varien moltíssim en la seva mida, forma, estructura i extensió, anant des de les plaques rígides dels peixos Centriscidae i els ostràcids a escates microscòpiques o absents en els Anguil·liformes i Lofiformes La morfologia d'una escata es pot utilitzar per a identificar l'espècie del peix.
Els peixos cartilaginosos com els taurons i rajades estan coberts amb escates placoides (denticles). La majoria dels peixos ossis estan coberts per escates cicloides en el salmó i la carpa, o per escates ctenoides en la perca, o per escates ganoides en els esturions i els Lepisosteidae. Algunes espècies estan cobertes en canvi per escates en forma d'escuts, i d'altres no tenen coberta la pell exteriorment.
Les escates dels peixos formen part del sistema integumentari dels peixos i estan produïde per la capa mesoderma de la dermis, la qual cosa les diferencia de les escates dels rèptils. Els mateixos gens involucrat en el desenvolupament de pèls i dents en els mamífers estan involucrats en el desenvolupament de les escates. Els denticles dèrmics o escates placoides dels peixos cartilaginosos són hoòlegs estructuralment amb les dents dels vertebrats. Probablement les escates dels peixos ossis s'originen en teixits diferents que els de les dents. La majoria dels peixos també estan coberts d'una capa de mucositat protectora.

## Escates placoides

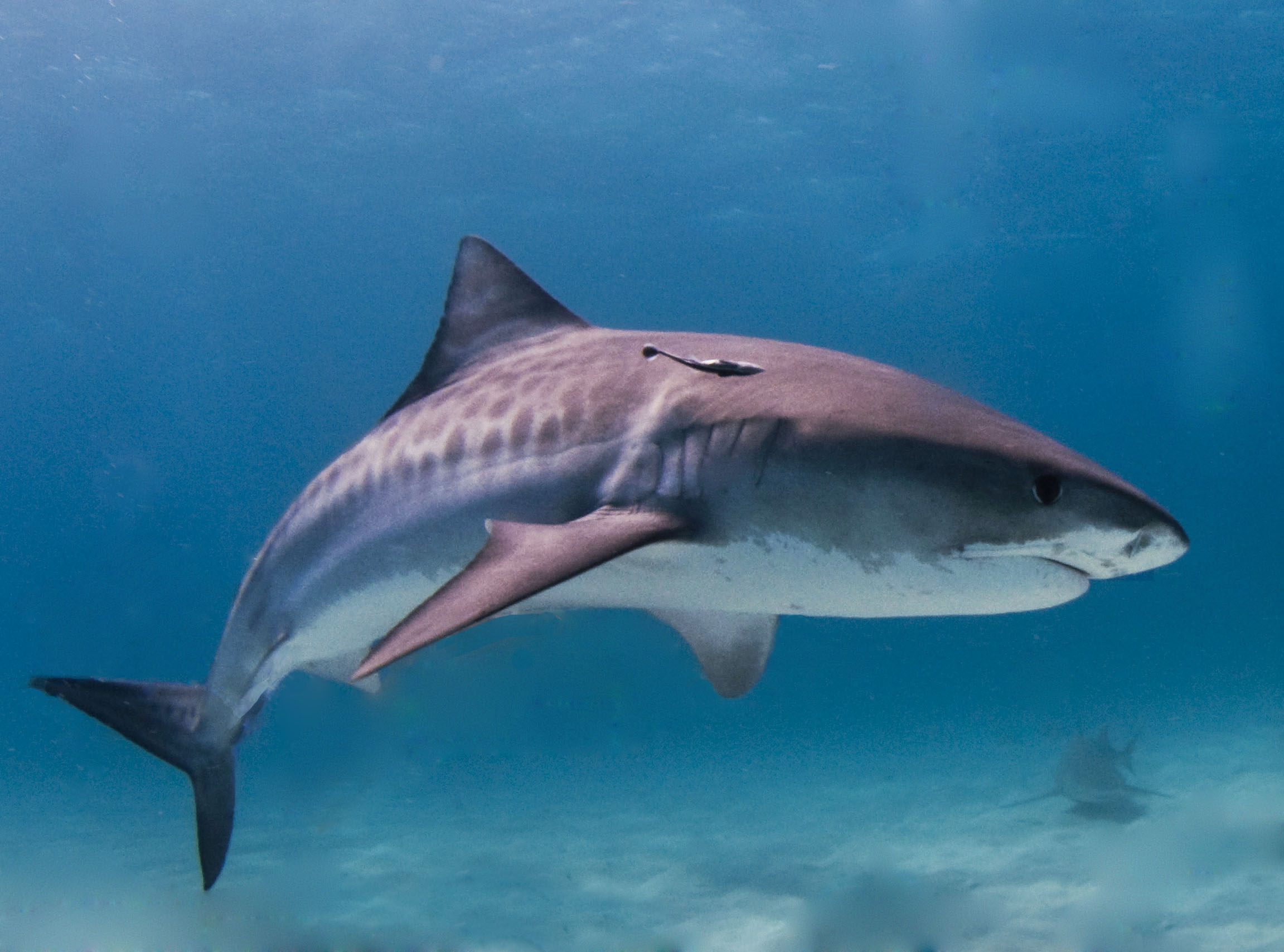
Els peixos cartilaginosos com aquest tauró trigre tenen denticles dèrmics

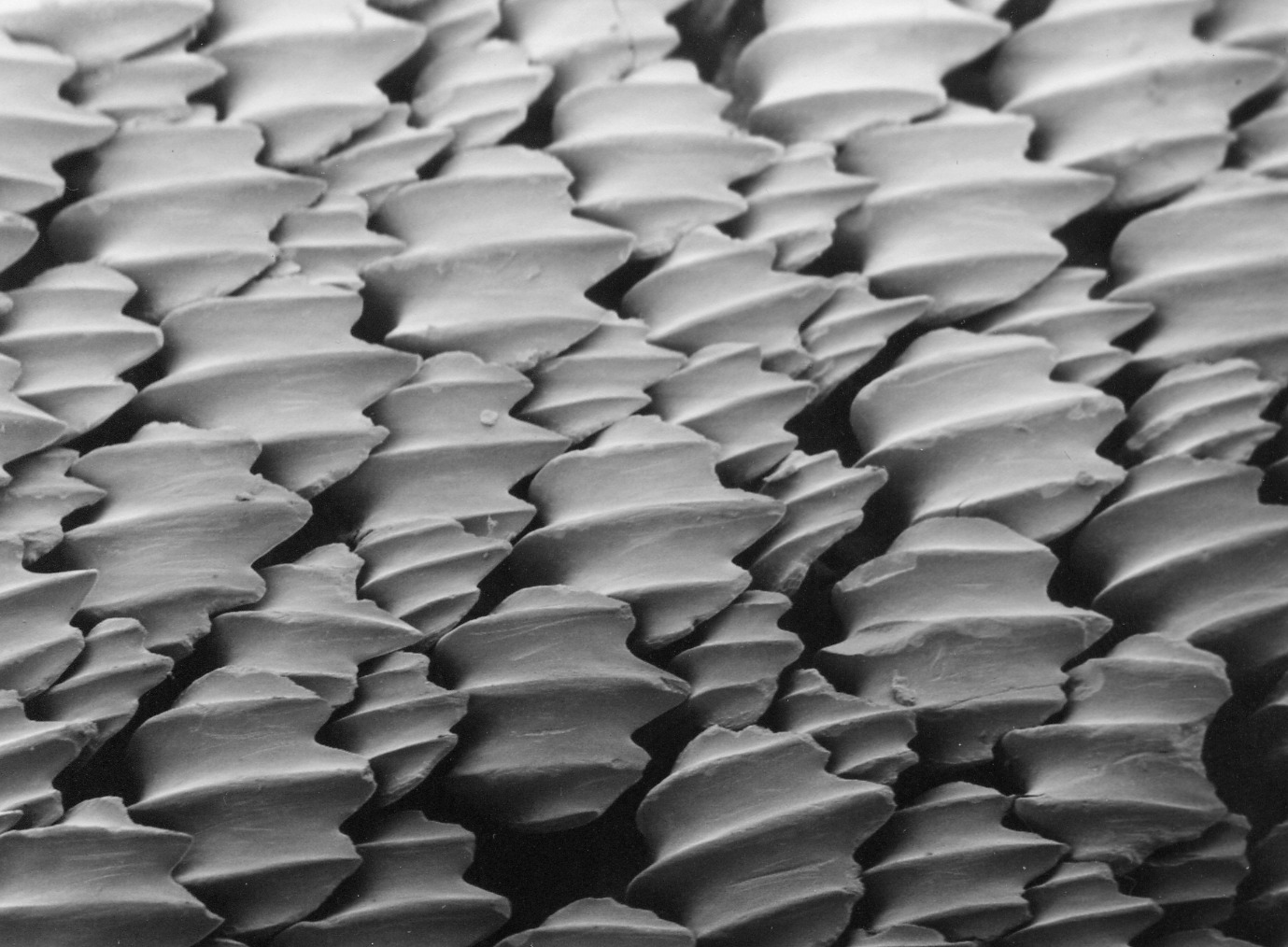
Escates placoides de “Negaprion brevirostris” vistes amb microscopi electrònic.

Les escates placoides també anomenades denticles dèrmics es troben en els peixos cartilaginosos com els taurons, rajades,i quimeres. Aquestes escates són estructuralment homòlegues amb la dent dels animals vertebrats ("denticle" significa "dent petita"), disposen d'una polpa dentària central irrigada per vaos sanguinis i envoltada d'una capa cònica de dentina, tot això damunt una placa basal rectangular que descansa sobre la dermis. La capa més exterior està composta per vitrodentina, una substància similar a l'esmalt dentari. Les escates placoide no poden augmentar per creixement la seva mida, però en canvi s'afegeixen més escates a mesura que el peix va creixent.
La quantitat de cobriment per escates és molt menor en les rajades i les Chimaerae.
La pell dels taurons està totalment coberta per denticles dèrmics. Les espines acompanyen aquestes escates les quals en nadar el peix creen lleugers vòrtexs que redueixen la deriva hidrodinàmica i fan la natació més eficient si es compara amb la dels peixos ossis. L'estructura com de paper de vidre de la pell dels taurons i les rajades, la van fer la font d'un tipus de cuir que, entre altres usos, va servir per a fer l'empunyadura de les espases .
Al contrari que els peixos ossis, els taurons tenen una estructura complicada feta de fibres cde col·lagen disposades en un xarxa helicoidal que envolta el seu cos. Aquesta estructura funciona com un esquelet exterior que uneix els seus músculs natatoris i així estalvia energia. Els seus denticles dèrmic també fa disminuir la turbulència quan neden.

## Escates leptoides
Les escates leptoides es troben en l'ordre de peixos ossis teleostis. A mesura que el peix creix, s'afegeixen escates en capes concèntriques. Aquestes escates s'ensolapen com les teules d'una teulada i així redueixen la deriva quan neden. Les escates leptoides poden tenir la forma cicloide o la ctenoide.

### Escates cicloides
Les escates cicloides tenen una estructura llisa i són uniformes, Són més comunes en peixos com el salmó i la carpa 
| Escates cicloides | - salmó - brema - Botia - barb - Thymallus thymallus - alburn - bagra - lluç de riu |

### Escates ctenoides
Les escates ctenoides 8dentades) es troben normalment en els peixos Perciformes. Aquestes escates tenen una textura rugosa proveïdes de lleugeres dentacions anomenades ctenii. Aquestes escates gairebé no contenen os i contenen hidroxiapatita i carbonat de calci amb una capa interna composta sobretot de col·lagen. L'esmalt de les altres tipus d'escates es redueix a les vores superficial i els ctenii.
| Les escates ctenoides es troben en peixos del tipus de la perca | - gòbids - platicefàlids - Scatophagidae - letrínids |

Les escates ctenoides es poden subdividir en tres tipus:
- Escates crenades, quan el marge de l'escata prota indentacions i projeccions.
- Escates espinoides, que porta espines.
- Escates pròpiament ctenoides, amb espines d'estructures diferents

Les escates d'aquest tipus en algunes espècies formen anells que permeten esbrinar l'edat del peix.

## Escates ganoides

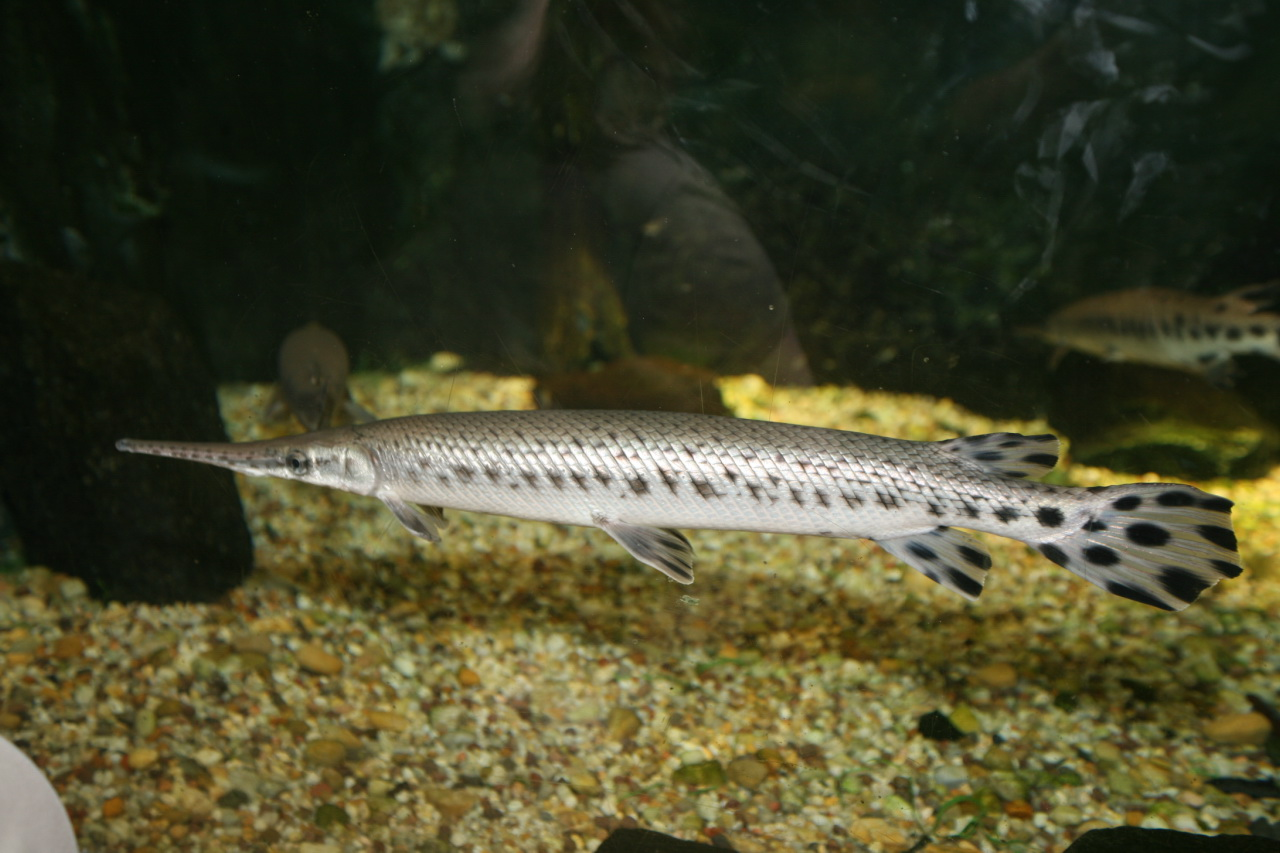
”Lepisosteus oclatus “amb escates ganoides

Les escates ganoides es troben een els esturions i alguns altres peixos. Deriven de les escates cosmoides amb una capa de dentina en el lloc de la cosmina i una capa de sal inorgànica d'os anomenada ganoina en el lloc de la vitrodentina. La majoria tenen la forma del diamant. Generalment són gruixudes i no se solapen.
|  | Escates ganoides del peix del Carbonífer Amblypterus striatus. (a) mostra la capa exterior de quatre de les escates i (b) mostra la superfície interior de dues de les escates. |

## Escates elasmoides

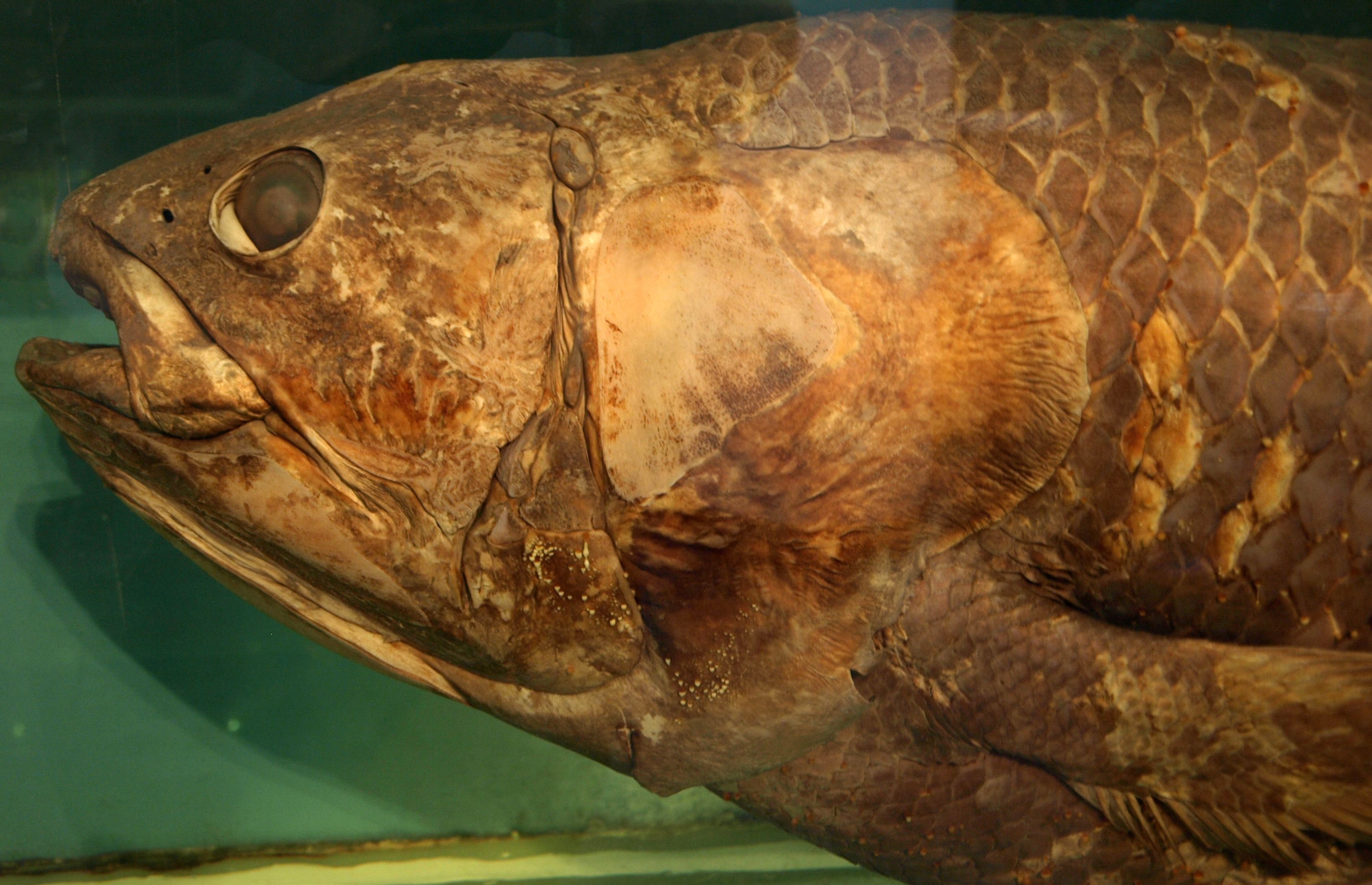
Celacant amb escates elasmoides

Les escates elasmoides són escates imbricades compostes per capes de la substància òssia anomenada isopedina, per sobre hi ha una capa de tubercles normalment composts per os, com en Eusthenopteron. Les escates elasmoides han aparegut diverses vegades en el decurs de l'evolució dels peixos.

## Escates cosmoides
Aquesta mena d'escates només es troben presents en els sarcopterigis. La capa interna de l'escata està composta d'un os laminar anomenat isopedina i, sobre aquesta, s'hi troba una capa d'os esponjòs amb vasos sanguinis. Aquestes capes d'os es troben cobertes per cosmina, una substància acel·lular semblant a la dentina, i un recobriment superficial exterior dur i lluent semblant a l'esmalt: la vitrodentina. Els peixos celacants actuals, pertanyents al gènere Latimeria, tenen escates modificades carents de cosmina i són més primes que les veritables escates cosmoides.

## Escuts
Un escut (“scute”) és un tipus d'escata menys comú i pot prendre la forma d'una placa externa ossia en forma d'escut, una escata modificada com una espina o una escata modificada en forma de quilla.
Alguns peixos Carangidae tenen una filera d'escuts a la seva línia lateral.

## Escates del Thelodonti

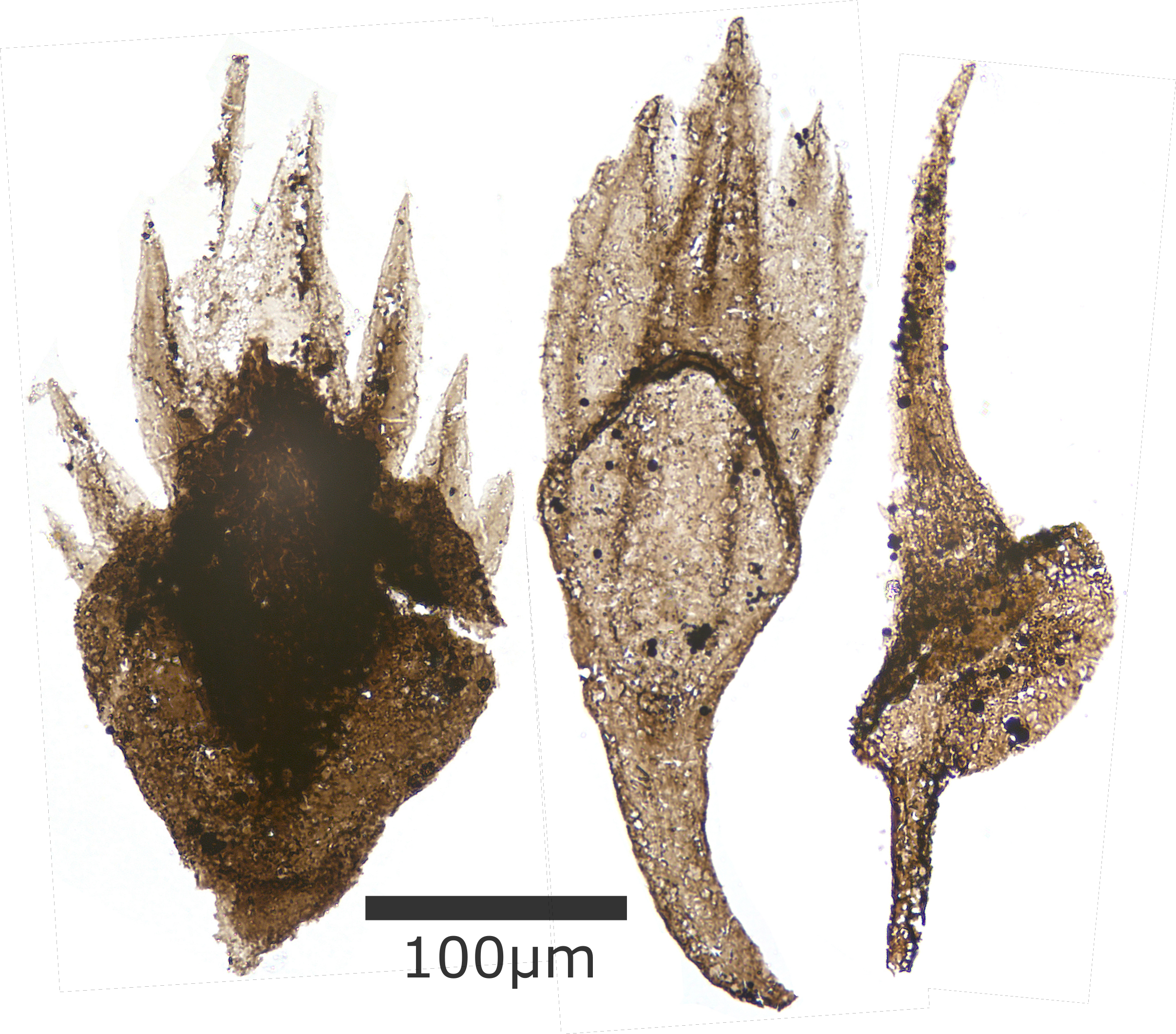
D'esquerra a dreta: denticles de Paralogania (?), Shielia taiti, Lanarkia horrida

Les escates ossies dels telodonts, els peixos fòssil més abundants, estan ben estudiades. Aquestes escates es van formar i es van desprendre al llarg de la vida dels peixos i van quedar separades quan van morir.
Aquestes escates comprenen una corona de dentina, amb, de vegades, esmalt i una base d'aspidina.

## Modificacions

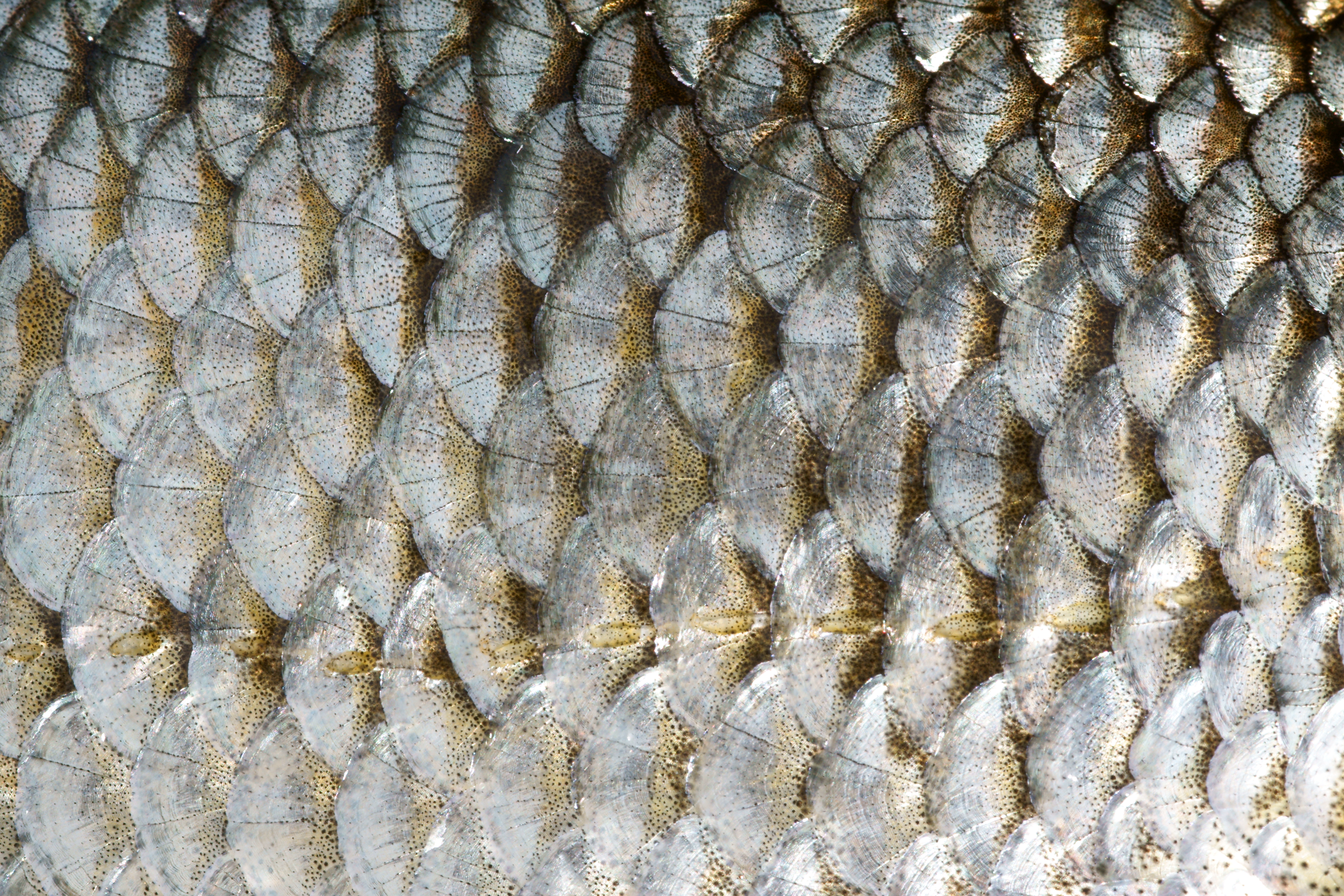
Escates cicloides.

Diferents grups de peixos han format per evolució escates modificades.
- En els peixos ossis, les escates al llarg de la seva línia lateral tenen porus centrals que permeten que l'aigua entri en contacte amb les cèl·lules sensorials.
- En els peixos Squaliformes i en Chimaera, els Myliobatiformes, i els Peixos Serra es presenten escates placoides foses.
- En alguns peixos les escates s'han modificat per a formar espines.
- Els “peixos cirurgià” tenen espines en forma de làmina.
- Alguns aregs i anxoves tenen escates caducifòlies amb el despreniment de les quals poden escapar dels seus depredadors.
- Els mascles dels peixos Percina tenen una filera d'escates engrandides entre l'aleta pelviana i l'anus.

Molts grups de peixos, incloent els cavallets de mar, han desenvolupat plaques òssies externes com armadura protectora .
| |  |
| La mida de les dents de les escates cicloides pot variar d'acord amb la posició com en aquestes de Cetonurus crassiceps |  |

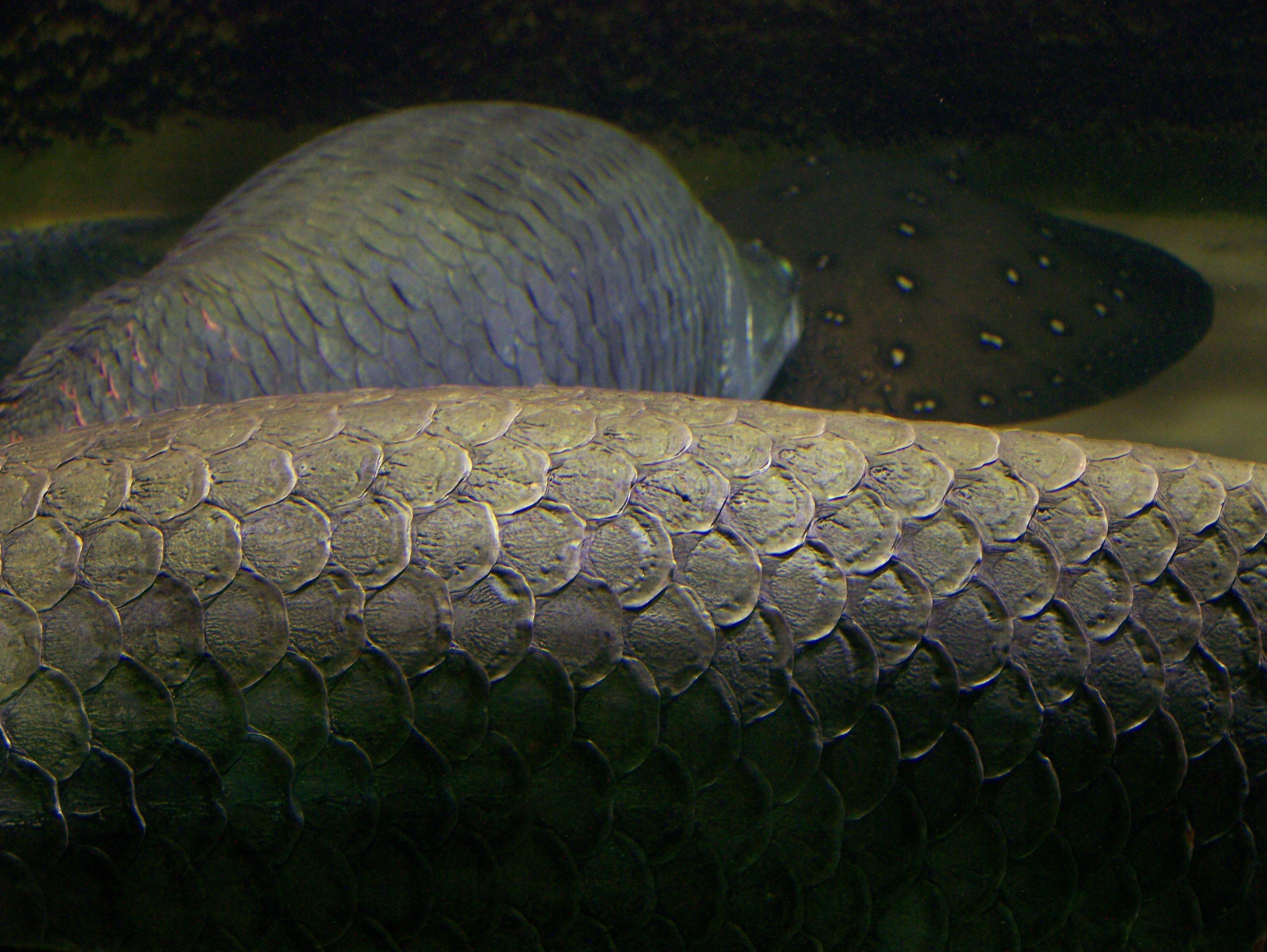
Escates d'Arapaima gigas
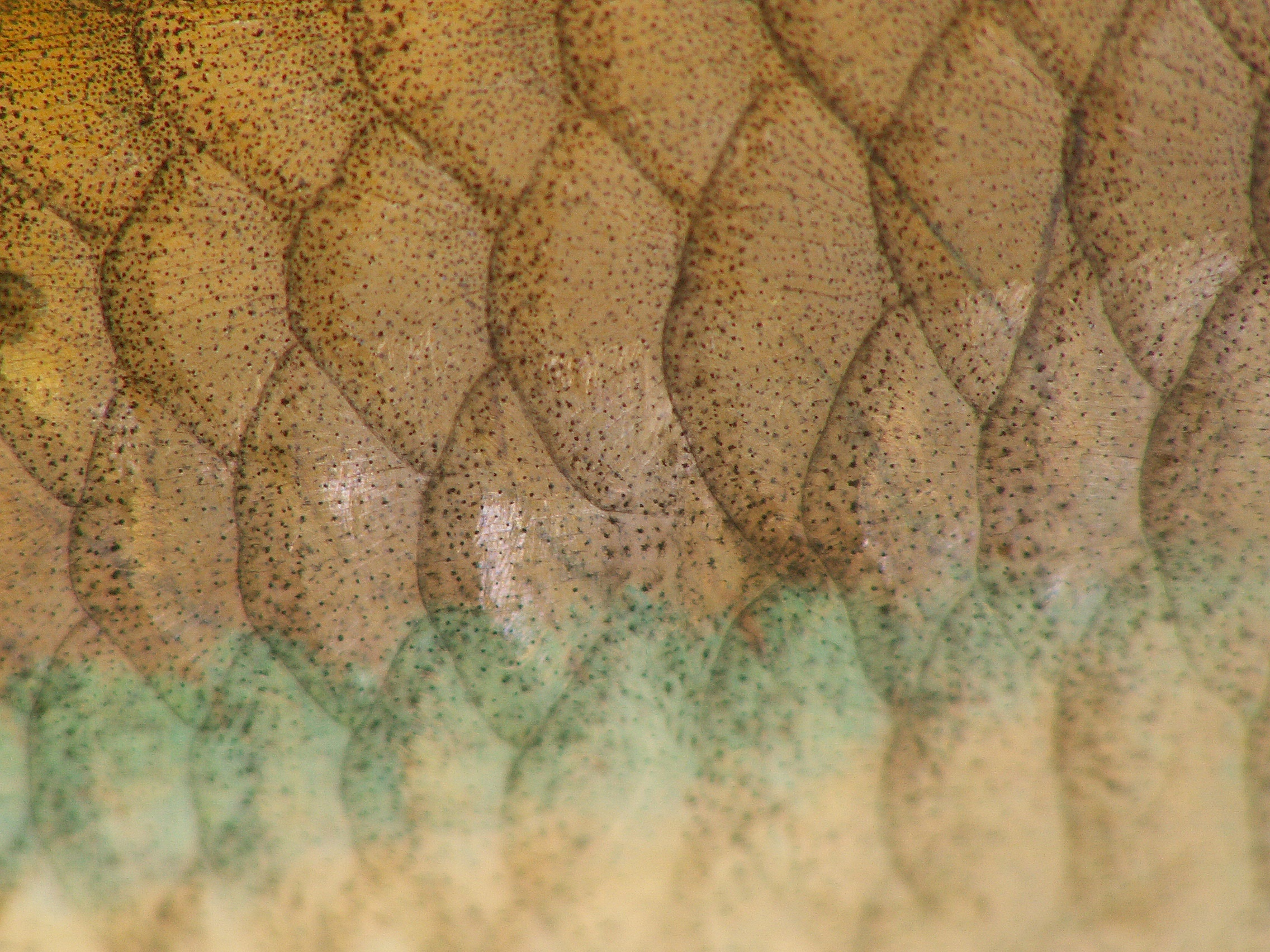
Escates de Rhodeus sericeus